# Demófilo de Buen Lozano
Demófilo de Buen Lozano (Madrid, 22 de juliol de 1890 - Mèxic DF, 23 de juny de 1946) va ser un prestigiós jurista espanyol que va ocupar les càtedres de dret civil a les universitats de Sevilla i Salamanca. Va publicar diversos llibres sobre dret civil i va presidir la sala V del Tribunal Suprem d'Espanya (social) durant la Segona República Espanyola.

## Biografia
Va ser el major de sis germans. Fill de Rafaela Lozano Rey i d'Odón de Buen y del Cos, prestigiós científic oceanògraf, catedràtic de biologia en Barcelona, d'ideologia republicana i maçó. Un dels seus germans va ser Sadí de Buen Lozano, reconegut microbiòleg, mort en tràgiques circumstàncies a Còrdova (Espanya) al setembre de 1936.
Va estudiar igual que la resta dels seus germans a l'Escola Moderna de Barcelona, institució laica dirigida per Francesc Ferrer i Guàrdia, qui va ser acusat de participar en la Setmana Tràgica de Barcelona en 1909 i afusellat per aquest motiu.
Va estudiar brillantment la carrera de Dret com a alumne lliure, sense assistir a les classes magistrals, obtenint diferents premis extraordinaris. Es va llicenciar en 1914. Gràcies a una beca que li va concedir la Junta per a l'Ampliació d'Estudis, va fer estudis de postgrau a Alemanya, sota l'adreça de Rudolf Stammler i altres juristes alemanys.
En 1918 es va casar civilment amb la seva tia, germana de la seva mare i 3 anys més gran que el, malgrat la rotunda oposició de la seva mare, oposada a l'enllaç. Es va traslladar a Salamanca on va exercir la docència com a catedràtic de Dret Civil.
Més endavant va ocupar la Càtedra de Dret Civil en la Universitat de Sevilla. D'aquesta època data la seva afiliació a la maçoneria i al partit Acció Republicana, així com la seva amistat amb el qual més tard seria cap de govern de la II República, Diego Martínez Barrio, tot això compaginant la seva faceta docent amb l'exercici pràctic del dret i una intensa activitat intel·lectual que el va portar a publicar en 1922 diverses monografies sobre Dret civil.
En 1932 es va traslladar a Madrid on es va vincular al nou govern republicà i va ser nomenat Vocal de la Comissió Jurídica Assessora del Ministeri de Justícia. Més tard va rebre el nomenament de president de la Sala V del Tribunal Suprem (social).
En 1939, en produir-se la victòria de les tropes franquistes en la Guerra civil espanyola, va haver d'abandonar Espanya, exiliant-se en Mèxic i Panamà. Va morir a Mèxic el 23 de juny de 1946.
La depuració com a catedràtic pel bàndol franquista, sense lloc a procés contradictori algun, es va produir mitjançant Ordre Ministerial de febrer de 1939, al costat d'altres catedràtics:
| «                                                               | ... se separa definitivament per ser pública i notòria la desafecció dels catedràtics universitaris que s'esmentaran al nou règim implantat a Espanya, no solament per les seves actuacions a les zones que han sofert i en les quals sofreixen la dominació marxista, sinó també per la seva pertinaç política antinacionalista i antiespanyola en els temps precedents al Gloriós Moviment Nacional. L'evidència de les seves conductes pernicioses per al país fa totalment inútils les garanties processals que, en un altre cas constitueixen la condició fonamental en tot enjudiciament, i per això, aquest Ministeri ha resolt separar definitivament del servei i donar de baixa en els seus respectius escalafons als senyors:Luis Jiménez de Asúa, Fernando de los Ríos Urruti, Felipe Sánchez Román i José Castillejo Duarte, catedràtics de Dret; José Giral Pereira, catedràtic de Farmàcia; Gustavo Pittaluga Fattorini i Juan Negrín López, catedràtics de Medicina; Blas Cabrera Felipe, catedràtic de Ciències; Julián Besteiro Fernández, José Gaos y González-Pola i Domingo Barnés Salinas, catedràtics de Filosofia i Lletres, tots ells de la Universitat de Madrid. Pablo Azcárate Flórez, Demófilo de Buen Lozano, Mariano Gómez González i Wenceslao Roces Suárez, catedràtics excedents de Dret | » |
| — Ordre del 3 de febrer de 1939, Ministeri d'Educació Nacional. | |   |

## Obres principals
- De la usucapión (amb Leopoldo Alas i Enrique Ramos Ramos). Centro de Estudios Históricos, Madrid, 1916.
- Las normas jurídicas y la función judicial; problemas de los artículos 5 y 6 del Código civil, Reus, Madrid, 1916 (revisión de su tesis doctoral).
- De la prescripción extintiva, Centro de Estudios Históricos, Madrid, 1918. (també en col·laboració amb Leopoldo Alas i Enrique Ramos).
- “Notas sobre el Derecho civil español”, en COLIN, Ambrosio y CAPITANT, Henri, Curso elemental de Derecho civil, 8 volúmenes, Instituto Editorial Reus, Madrid, 1922 a 1928.
- Derecho civil común y foral Reus, Madrid, 1922.
- “La estipulación en provecho de tercero”, en Revista General de Legislación y Jurisprudencia, Tomo CXLII (1923).
- Servidumbres rurales según la legislación común, Madrid, Calpe, 1923.
- Introducción al estudio del Derecho civil, prólogo de Felipe Sánchez-Román y Gallifa, Editorial Revista de Derecho Privado, Madrid, 1932.
- “Ensayo sobre el concepto del contrato”, en Boletín del Instituto de Legislación Comparada, Universidad Interamericana, Panamá, Julio-Septiembre 1944.